# Museo dell'oro e della Bessa
Il Museo dell'Oro e della Bessa si trova a Zubiena in Piemonte e fa parte dell'Ecomuseo Valle Elvo e Serra.

## La ricerca dell'Oro

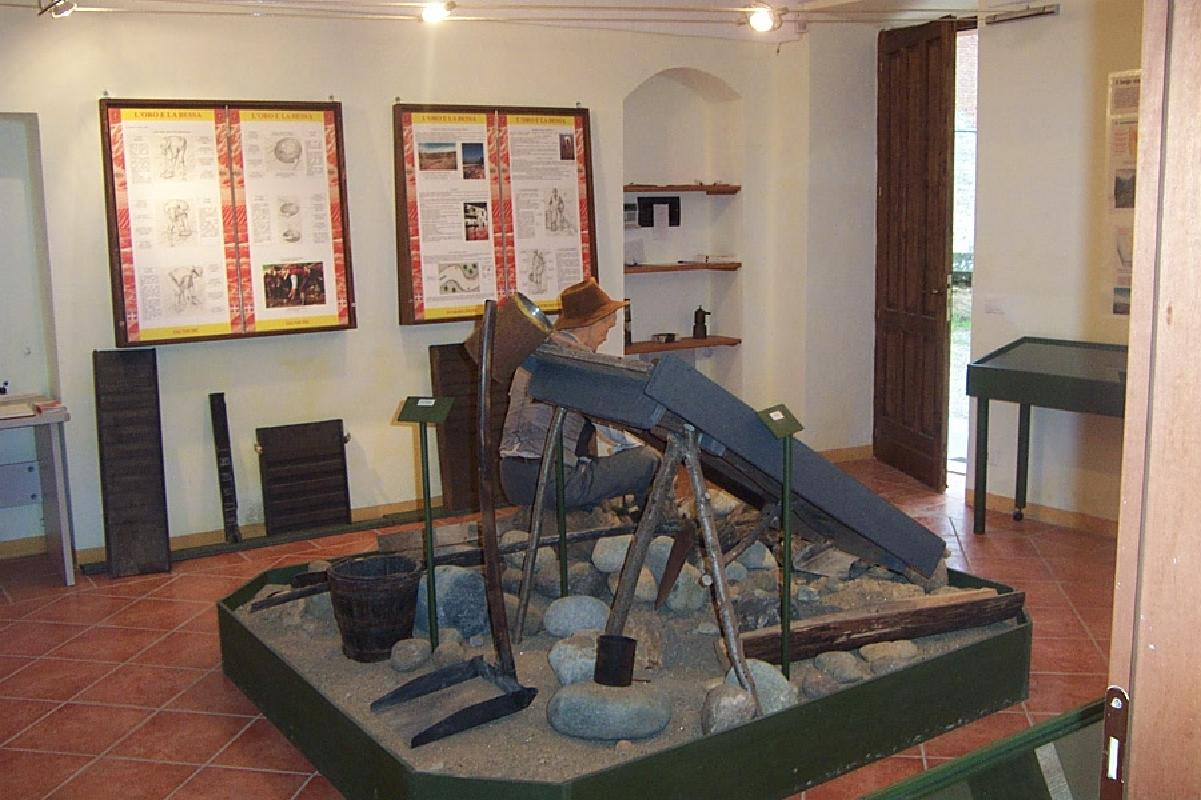
Interno del museo: Sala delle Tecniche

La ricerca aurifera nell'Italia del nord, nata alcuni secoli prima di Cristo, si è protratta ininterrottamente fino ai giorni nostri. A partire dal secondo dopoguerra l'attività, non più remunerativa, andava però scomparendo. 
Dal 1985 un gruppo di appassionati biellesi ha iniziato a raccogliere strumenti, testimonianze e tecniche, organizzandosi successivamente nell'Associazione Biellese Cercatori d'oro. Questa, insieme all'Associazione per l'Ecomuseo Valle Elvo e Serra, ha dato vita ad una cellula museale a Vermogno, una frazione del comune di Zubiena, in provincia di Biella, situata ai margini della riserva naturale speciale della Bessa.
Il parco è considerato il luogo italiano più significativo per la ricerca aurifera, essendo la più grande miniera d'oro mai esistita durante l'epoca romana. La stessa frazione ospita anche il Centro Visite del parco e il Campo Polivalente dell'Associazione Cercatori d'oro.